# カルデラーラ・ディ・レーノ
カルデラーラ・ディ・レーノ（伊: Calderara di Reno）は、イタリア共和国エミリア＝ロマーニャ州ボローニャ県にある、人口約14,000人の基礎自治体（コムーネ）。

## 地理

### 位置・広がり

#### 隣接コムーネ
隣接するコムーネは以下の通り。
- アンツォーラ・デッレミーリア
- ボローニャ
- カステル・マッジョーレ
- サーラ・ボロニェーゼ

### 気候分類・地震分類
カルデラーラ・ディ・レーノにおけるイタリアの気候分類 (it) および度日は、zona E, 2225 GGである。
また、イタリアの地震リスク階級 (it) では、zona 3 (sismicità bassa) に分類される。

## 行政

### 分離集落
カルデラーラ・ディ・レーノには、以下の分離集落（フラツィオーネ）がある。
- Lippo, Longara, Sacerno, Castel Campeggi, Tavernelle, Bargellino

## 備考
- 大手模型メーカーのイタレリが本社を置く。